# Kultur der Elternschaft
Die Kultur der Elternschaft (engl. Parenting Culture Studies) ist ein interdisziplinäres Forschungsgebiet, dessen Vertreter sich der Frage nach den soziokulturellen Dimensionen von Elternschaft widmen.
Themen, mit denen man sich in diesem Fach beschäftigt, sind z. B. aktuelle Phänomene im Erziehungsbereich wie Attachment Parenting, Helikopter-Eltern, der Aufstieg von Erziehungs-„Experten“, die Intensivierung von Erziehung, die Politisierung der Eltern-Kind-Beziehung und die Politisierung und Moralisierung von Praktiken der Kinderpflege und Erziehung. Eine bedeutende Größe in vielen Diskursen des Fachgebietes ist gegenwärtig der von Frank Furedi so bezeichnete Eltern-Determinismus (engl. parental determinism), das ist die weitverbreitete Überzeugung, dass gesellschaftliche Probleme durch defiziente Elternhauserziehung erzeugt werden.
Das 2007 an der University of Kent in Canterbury eingerichtete Centre for Parenting Culture Studies (CPCS) ist das bisher einzige Fachinstitut dieser jungen Disziplin.